# English Masters 1986
Das English Masters 1986 im Badminton fanden vom 24. bis zum 26. Oktober 1986 in der Royal Albert Hall in London, England, statt. Das Preisgeld betrug 20.000 Pfund, wodurch das Turnier als Kategorie-1-Turnier innerhalb des World Badminton Grand Prix 1986 eingestuft wurde.

## Finalresultate
| Disziplin    | Sieger                              | Finalist                          | Ergebnis            |
| ------------ | ----------------------------------- | --------------------------------- | ------------------- |
| Herreneinzel | Morten Frost                        | Sze Yu                            | 15:8, 15:5          |
| Dameneinzel  | Yao Fen                             | Sumiko Kitada                     | 1:11, 11:2, 11:0    |
| Herrendoppel | Li Yongbo Tian Bingyi               | Martin Dew Dipak Tailor           | 11:15, 15:5, 15:11  |
| Damendoppel  | Maria Bengtsson Christine Magnusson | Gillian Clark Gillian Gowers      | 15:5, 15:11         |
| Mixed        | Billy Gilliland Nora Perry          | Jan-Eric Antonsson Gillian Gowers | 12:15, 17:15, 17:14 |